# 107 (число)
Вижте пояснителната страница за други значения на 107.
107 (сто и седем) е просто, естествено, цяло число, следващо 106 и предхождащо 108.
Сто и седем с арабски цифри се записва „107“, а с римски цифри – „CVII“. Числото 107 е съставено от три цифри от позиционните бройни системи – 1 (едно), 0 (нула) и 7 (седем).

## Общи сведения
- 107 е нечетно число.
- 107 е просто число.
- 107 е атомният номер на елемента борий.
- 107-ият ден от обикновена година е 17 април, а от високосна – 16 април.
- 107 е година от новата ера.